# Nicola Tumolero
Nicola Tumolero (né le 24 septembre 1994 à Asiago) est un patineur de vitesse italien.

## Carrière
Nicola Tumolero est agent de la Police nationale depuis 2015. Il est médaillé de bronze sur les 10 000 mètres aux Jeux olympiques de 2018. À Pyeongchang, bénéficiant de courir dans la même manche que le vainqueur, Ted-Jan Bloemen, qui bat à cette occasion le record olympique, Tumolero n'essaie pas de le suivre mais bat néanmoins son précédent record de 13 min 2 s 11, obtenu à Stavanger le 19 novembre 2017, en y établissant un nouveau record personnel de 12 min 54 s 32.
Pratiquant le patinage depuis l'âge de 6 ans, quand ses parents l'inscrivent au club « Sportivi del Ghiaccio Roana », il est entraîné par Enrico Fabris, né dans la même ville que lui et triple médaillé olympique.
Il remporte sur 5 000 m la médaille d'or lors des Championnats d'Europe de 2018 en Russie, ce qui constitue le second titre jamais obtenu par un Italien depuis celui obtenu par son propre entraîneur douze ans auparavant.

## Palmarès

### Jeux olympiques d'hiver
| Épreuve / Édition   | 500 mètres | 1 000 mètres | 1 500 mètres | 5 000 mètres | 10 000 mètres                       | Mass start | Poursuite par équipes |
| JO 2018 Pyeongchang | —          | —            | —            | 8e           | Médaille de bronze, Jeux olympiques | —          | —                     |

Légende :
- : première place, médaille d'or
- : deuxième place, médaille d'argent
- : troisième place, médaille de bronze
- : pas d'épreuve
- — : Non disputée par le patineur
- DSQ : disqualifiée